# Aitor Bugallo
Aitor Bugallo Mondragón, né le 7 décembre 1973 à Vitoria-Gasteiz et mort le 14 janvier 2016 à Berriz, est un coureur cycliste espagnol.

## Biographie
Après y avoir été stagiaire, Aitor Bugallo passe professionnel en 1996 au sein de l'équipe Euskadi. En 1997, il termine notamment cinquième du Grand Prix Miguel Indurain et sixième d'une étape du Tour d'Andalousie. Il met un terme à sa carrière à l'issue de la saison 1998.
Le 14 janvier 2016, il meurt dans un accident de voiture à Berriz,. Une course amateur, le Mémorial Aitor Bugallo, est créée pour lui rendre hommage,.

## Palmarès
- 1993
  - Circuito de Pascuas
- 1995
  - Mémorial Rodríguez Inguanzo